# Up All Night
Up All Night є дебютним альбомом англійсько-ірландського бойз-бенду One Direction, який був випущений у листопаді 2011 року звуко-записуючою компанією Syco в Ірландії та Великій Британії, а у 2012 році альбом досяг світового релізу. У грудні 2010 року, після закінчення третього сезону (сьомої серії) британського співочого конкурсу The X Factor, бойз-бенд приступив до запису альбому у Швеції, Великій Британії та США, працюючи з великою кількістю авторів та продюсерами. Альбом в основному є поп-музичним, який орієнтується на поп-рок, танцювальний поп, тін поп та пауер-поп. Ліричний зміст альбому містить теми про веселощі, молодість, відносини, та розбите серце.
Альбом отримав в цілому позитивні відгуки від сучасних музичних критиків, які оцінили безтурботність юнацької лірики та поп-чутливість альбому. Досягнувши світового успіху, альбом очолив чарти у шістнадцяти країнах. Альбом зайняв друге місце у чарті альбомів Великої Британії, продавши 138,163 копії та ставши найбільш продаваним дебютним альбомом 2011 року в країні. Up All Night також дебютував під номером один в американському чарті Billboard 200, продавши 176 000 копій у перший же тиждень, через що One Direction став першим британським гуртом в історії, чий дебютний альбом посів перші місця у рейтингах. В результаті чого вони потрапили у Книгу рекордів Гіннеса. Up All Night бойз-бенду став першим альбомом, який розійшовся тиражем у 500,000 цифрових копій в США, та за станом на серпень 2012 року було продано понад 3 мільйона копій у всьому світі.
Up All Night випустив чотири сингли — «What Makes You Beautiful», «Gotta Be You», і «One Thing», які досягли піку у хіт-параді синглів Великої Британії.